# Sandomierz

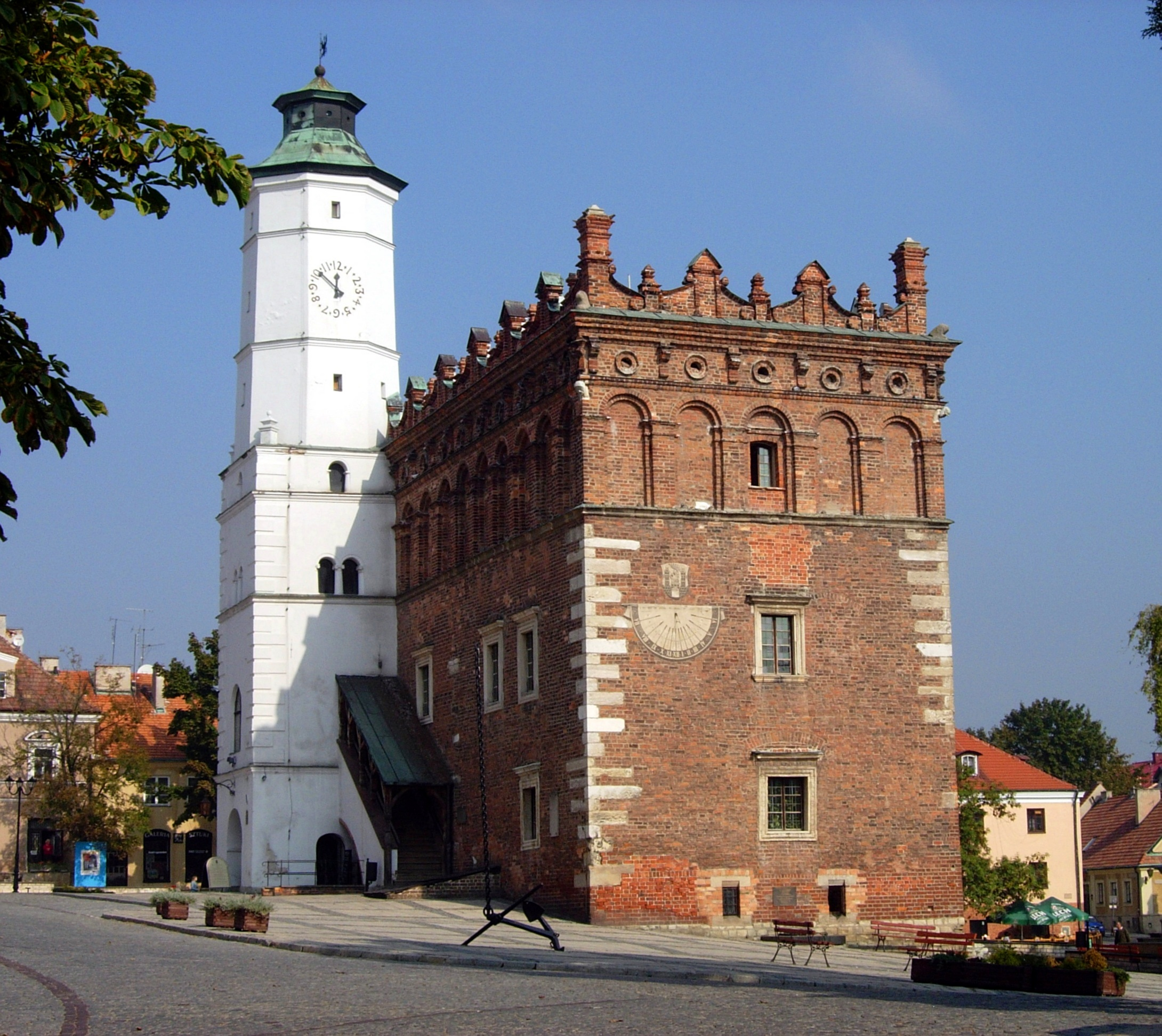
Ayuntamiento.

Sandomierz (pronunciado /sandɔmʲɛʂ/, /sandomiésh/; en alemán y antiguamente en español, Sandomir; en latín: Sandomiria) es una pequeña ciudad en el sudeste de Polonia, que contaba con 23 780 habitantes en 2018.
Situada en el voivodato de Świętokrzyskie desde 1999 —anteriormente en el voivodato de Tarnobrzeg (1975-1998)— es la capital del condado de Sandomierz (desde 1999).
Sandomierz es conocida por su casco antiguo, una importante atracción turística.

## Historia
Sandomierz es una de las ciudades más antiguas e históricamente más importantes de Polonia. Descubrimientos arqueológicos analizados alrededor de la ciudad indican que los seres humanos habitaron la zona desde el Neolítico. Se conoce la existencia de la ciudad desde la Alta Edad Media, tomando ventaja de su excelente ubicación en el cruce de los ríos Vístula y San, y en el camino de importantes rutas comerciales. La primera mención histórica conocida de la ciudad proviene de los principios de siglo XII, cuando el cronista Gallus la calificó, junto con Cracovia y Breslavia, como una de las principales ciudades de Polonia. En el testamento de Boleslao Bocatorcida, en el que Polonia fue dividida entre sus hijos, una de las partes resultantes fue el ducado de Sandomierz, que tenía como sede esta ciudad.
En el curso del siglo XIII la ciudad sufrió graves daños durante las incursiones de los mongoles en 1241, 1259 y 1287. La viejos edificios de madera de la ciudad quedaron totalmente destruidos. Como resultado de ello, en 1286 la ciudad fue refundada eficazmente por Leszek II el Negro, tomando como base la ley de Magdeburgo. El documento fundacional aún se conserva en el archivo municipal.
Cuando grandes áreas del sureste de Polonia fueron reunificadas con el territorio polaco en el siglo XIV, el antiguo ducado se convirtió en el voivodato de Sandomierz. En ese momento Sandomierz contaba unos 3.000 habitantes y era una de las mayores ciudades polacas. A mitad del siglo XIV, la ciudad fue incendiada de nuevo durante una incursión de los lituanos. Fue reconstruida durante el reinado de Casimiro III de Polonia. El diseño de la ciudad ha sobrevivido prácticamente sin cambios desde entonces hasta nuestros días.
Los siguientes trescientos años, hasta mediados del siglo XVII, fueron muy prósperos para la ciudad y los edificios históricos más importantes fueron construidos en ese período. Esa edad de oro llegó a su fin en 1655, cuando las fuerzas suecas tomaron la ciudad. Tras una breve celebración en la ciudad, en su retirada los suecos volaron el castillo y causaron grandes daños a otros edificios. En los siguientes 100 años la economía de Polonia sufrió un descenso, que afectó también a la ciudad. Un gran incendio en 1757 y la primera partición de Polonia en 1772, que colocó Sandomierz en Austria, redujo aún más su importancia. Como resultado, Sandomierz perdió su papel de capital administrativa.
En 1809 la ciudad sufrió daños durante los combates entre las fuerzas de Austria y el ducado de Varsovia durante las Guerras Napoleónicas. Después de 1815 pasó a formar parte del Imperio Ruso (Congreso de Polonia). En ese momento Sandomierz contaba con 2640 hab.
La ciudad sufrió nuevamente daños durante la Primera Guerra Mundial. En 1918 nuevamente se convirtió en parte integrante de Polonia. En septiembre de 1939, tras la invasión alemana de Polonia, la ciudad fue ocupada por Alemania y formó parte del Gobierno General. La población judía de la ciudad, que consta de cerca de 2500 hab., pereció durante el Holocausto, sobre todo en los campos de la muerte de Treblinka y Belzec. La ciudad fue liberada por el ejército soviético en agosto de 1944.
Apenas hay desarrollo industrial en Sandomierz, preservándose como una pequeña ciudad con muchos monumentos históricos entre paisajes vírgenes.

## Patrimonio

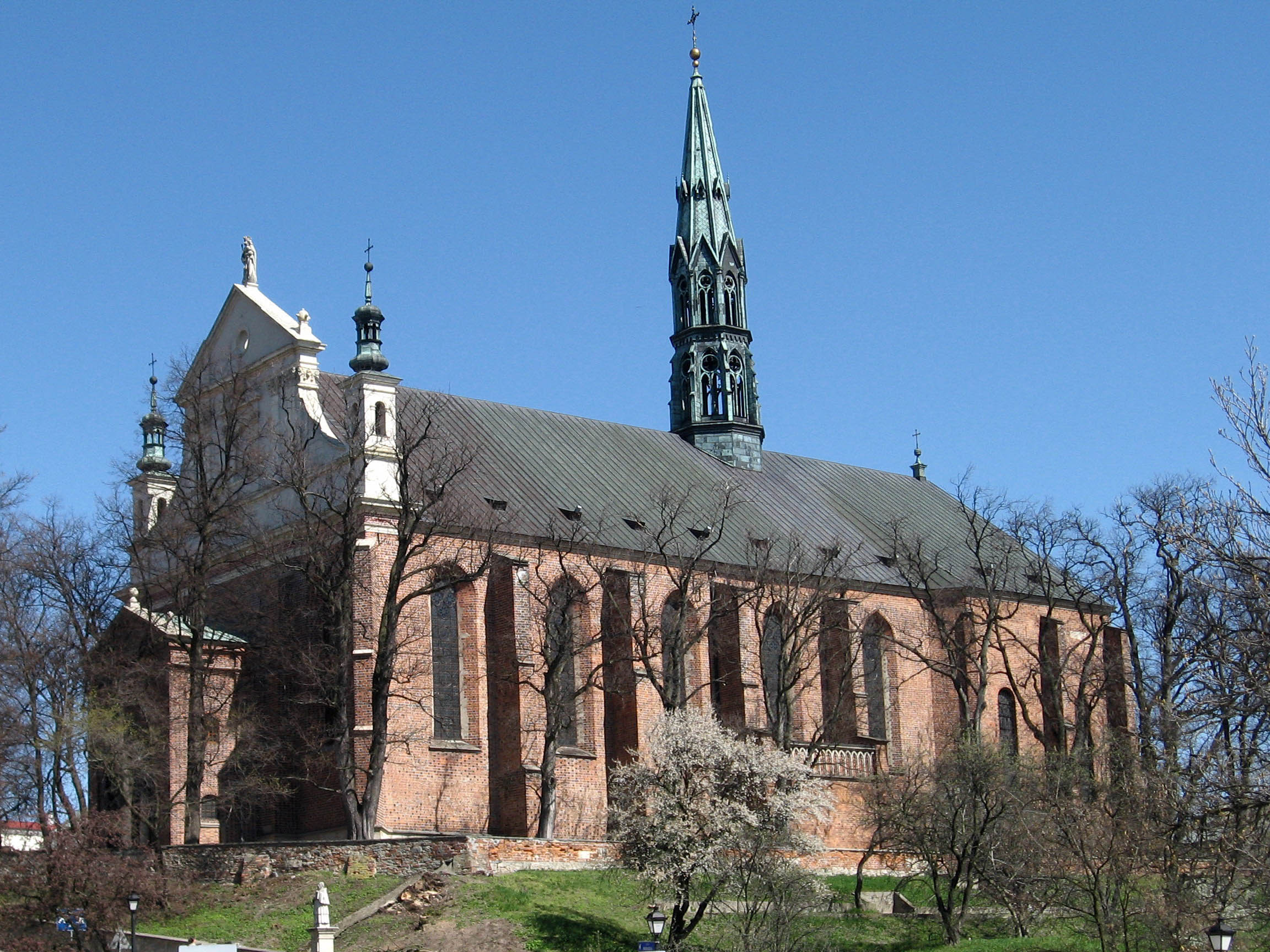
Catedral.

Principales atracciones turísticas en Sandomierz:
- Iglesia del Espíritu Santo
- Iglesia de San Jacobo, Ruta Jacobea de Pequeña Polonia
- Iglesia de San José
- Iglesia de San Miguel
- Iglesia de St. Paul
- Collegium Gostomianum
- Casa de enero Długosz
- Kamienica Oleśnickich
- Pimienta reserva natural de las Montañas
- Puerta Opatowska
- Castillo de Sandomierz
- Catedral Sandomierz
- Palacio de los Obispos en Sandomierz
- Sinagoga de Sandomierz
- Ayuntamiento de Sandomierz

## Educación
- Wyższa Szkoła Humanistyczno-Przyrodnicza Studium Generale Sandomiriense
- Wyższe Seminarium Duchowne W Sandomierzu
- 1 Liceum Ogolnoksztalcace Collegium Gostomianum